# یوزف والتر (بازیکن فوتبال)
یوزف والتر (آلمانی: Josef Walter; ۲۷ اکتبر ۱۹۲۵ – ۱۶ مارس ۱۹۹۲) بازیکن و مربی فوتبال اهل اتریش بود.
از باشگاه‌هایی که در آن بازی کرده است می‌توان به باشگاه فوتبال فرست ویینا اشاره کرد.
وی همچنین در تیم ملی فوتبال اتریش بازی کرده است.